# Pasquale Bondini
Pasquale Bondini (... – Brunico, 30 ottobre 1789) è stato un basso e impresario teatrale italiano.
Marito del celebre soprano Teresa Saporiti e padre del soprano Marianna Bondini Barilli, cantò dal 1762 al '63 all'Opera di Praga. Divenne poi socio della Compagnia teatrale Bustelli, che poi rilevò nel 1776.
L'anno seguente si aggiudicò la gestione dei teatri di corte di Dresda e poi dei teatri di Lipsia, resistendo anche alla guerra bavarese.
Fu un grande ammiratore di Mozart, al quale volle commissionare un'opera, che poi si rivelerà essere il Don Giovanni, per l'ammontare di 100 ducati. Nell'opera partecipò anche la prima moglie Teresa nel ruolo di Donna Anna.